# Gea

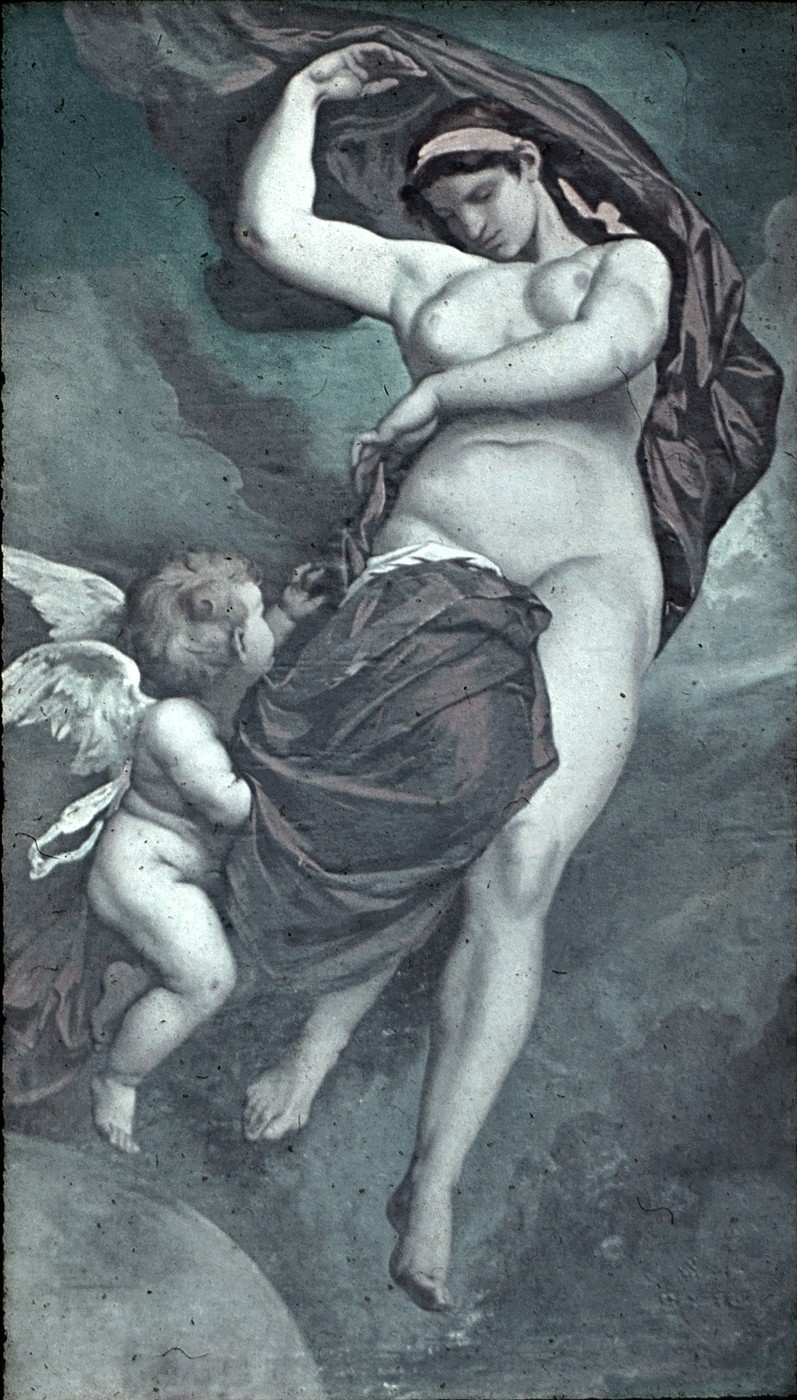
Gea, por Anselm Feuerbach (1875). Fresco del techo de la Academia de Bellas Artes de Viena.

En la mitología griega, Gea, Gaya (alternativamente Gaia) o simplemente Tierra (en griego: Γῆ, Gē, o Γαῖα, Gaĩa) es la diosa y personificación de la «Tierra». Se trata de una deidad primordial considerada el arquetipo de la «madre tierra» en la cultura clásica. La Tierra es la progenitora fecunda y antepasada común de todos los dioses, hombres y seres vivos. Esta faceta viene expresada en sus numerosos epítetos, entre ellos «madre universal» (παμμήτειρα), «madre de todos» (communis mater) o «gran madre» (magna parens).
En los textos cosmogónicos, como era de esperar, tiene una mayor influencia, y en ellos parece ser simplemente la divinización de la tierra elemental o el suelo fértil. Se trata de la plataforma fija o el escenario donde va a sucederse el acto de la creación. Así en los poemas hesiódicos: «Gea la de amplio pecho, sede siempre segura de todos los inmortales que habitan la nevada cumbre del Olimpo». Gea ya aparece como personificación divina en los poemas homéricos, pues como diosa ctónica o telúrica se le sacrificaban ovejas negras y se la invocaba con juramentos golpeando la tierra con las manos. Su equivalente en el mitología romana era Terra o Tellus (Tellus Mater), aunque en ambos casos suele traducirse como «Tierra».

## En la mitología griega

### Ascendencia y naturaleza primordial
Gea era considerada como una de las deidades primordiales, brotada espontáneamente sin intervención sexual. Tan sólo unas pocas fuentes nos hablan de algunos primordiales que engendraron a Gea, aunque estas versiones son oscuras o muy tardías. Así, en las tradiciones órficas, la tierra se formó a partir del lodo primordial que surgió de las aguas primordiales, aunque la fuente nos habla en calidad de la tierra como elemento, no como divinidad. También dicen que la Noche y Fanes engendraron a Gea y a Urano. O bien la parte superior del huevo cósmico formó al Cielo (Urano) y la inferior a la Tierra (Gea). En las Fábulas se dice que el Cielo (Caelus), la Tierra (Terra) y el Mar (Mare) nacieron de la unión del Éter (Aether) y el Día (Dies; personificación femenina). En otras cosmogonías se dice que cuando Eros hubo combinado todos los elementos de la creación nacieron el Cielo, el Océano, la Tierra y la raza de los dioses. Otros dicen que Ctonia (Χθονίη), junto con Zas y el Tiempo siempre habían existido. A continuación Zas fecunda a Ctonia, uniéndose en matrimonio, y desde entonces pasaría a llamarse Gea (Γῆ). En el tercer día de la creación Zas, ya como Zeus, le regala a Ctonia un manto decorado con los motivos de la Tierra y el Ogeno (Océano). Boccaccio, fuera de la cultura clásica, imaginaba a la Tierra como hija de Demogorgón. En una ocasión Zeus la habría aniquilado con sus rayos pero Gea le recordó que si ella dejase de existir el mundo volvería a su estado original, el Caos.

### En Hesíodo
La Teogonía de Hesíodo cuenta cómo, tras el Caos, surgió Gea «la de amplio pecho», la eterna fundación de los dioses del Olimpo. De su propio ser, «sin mediar el grato comercio», trajo a Urano, el cielo estrellado, su igual, para cubrirla a ella, a Oreos, las colinas, y también a Ponto, la infructuosa profundidad del mar. Pero tras esto, como cuenta Hesíodo:

Acostada con Urano, alumbró a Océano de profundas corrientes, a Ceo, a Crío, a Hiperión, a Jápeto, a Tea, a Rea, a Temis, a Mnemósine, a Febe de áurea corona y a la amable Tetis. Después de ellos nació el más joven, Cronos, de mente retorcida, el más terrible de los hijos y se llenó de un intenso odio hacia su padre.

Hesíodo menciona que Gea concibió más descendencia con Urano. Primero, los Cíclopes, gigantes de un solo ojo constructores de murallas, a los que posteriormente se les dieron nombres: Brontes (‘el que truena’), Estéropes (‘el que da el rayo’) y Arges (‘el que brilla’): «El vigor, la fuerza y los recursos presidían sus actos.» Luego añade los tres terribles hijos de cien manos de la Tierra y el Cielo, los Hecatónquiros, Coto, Briareo y Giges, cada uno con cincuenta cabezas. Urano escondió a cíclopes y hecatónquiros en el Tártaro para que no vieran la luz, regocijándose de su maldad. Esto provocaba dolor a Gea (el Tártaro era su vientre), por lo que creó un pedernal gris (o adamanto) y de este fabricó una gran hoz, y reuniendo a los titanes les pidió obediencia. Solo Crono, el menor, se atrevió a tomar la hoz y castró a su padre cuando este se acercó a Gea para yacer con ella. De las gotas de sangre y Gea concibió aún a más hijos: las fuertes Erinias, los Gigantes con armadura y las Melias (ninfas de los fresnos). Crono arrojó al mar los testículos de Urano, donde produjeron una espuma de la que nació Afrodita. Tras la castración de Urano, Gea parió a Equidna y Tifón, engendrados por Tártaro. De su hijo Ponto tuvo a las deidades marinas Nereo, Taumante, Forcis, Ceto y Euribia. 

### Otras fuentes y episodios
Los juramentos prestados en nombre de Gea, en la antigua Grecia, estaban considerados entre los más sagrados. A Gea también se le sacrificaban ovejas negras. Cuando Rea estaba a punto de dar a luz a su último hijo, Zeus, suplicó a sus padres que le ayudaran a urdir un plan para ocultar su alumbramiento. Así se vengaría de la violencia de Crono contra Urano y contra sus propios hijos. Gea y Urano escucharon atentamente a su hija y la pusieron al corriente de cuanto estaba decretado que ocurriera respecto a Crono y a Zeus. Entonces la enviaron a Licto, a un rico pueblo de Creta, cuando ya estaba a punto de dar a luz, y allí Gea lo cuidó y crio.
Gea, furiosa a causa del castigo de los titanes dado por Zeus y sus hermanos tras la Titanomaquia, incita a los gigantes a tomar venganza hacia los olímpicos, iniciando la Gigantomaquia.
En los poemas homéricos Gea es descrita como la madre de Erecteo (un futuro rey de Atenas), a quien se le entrega a su bisnieta Atenea para que lo eduque. Tambiés es descrita como la madre del gigante Ticio; Zeus escondía de Hera a su amante Elara, ocultándola bajo la tierra. El hijo que tuvo de esta, Ticio, es por tanto considerado a veces hijo de Gea.
Pausanias cuenta que Gea fue la deidad a quien pertenecía originalmente el Oráculo de Delfos o, según otra versión, era una posesión que compartían conjuntamente Gea y su nieto Poseidón. Gea traspasó su poder a Temis, quien, a su vez, la regaló a Apolo. Por otra parte, se cuenta que cuando el oráculo pertenecía a Temis, Apolo mató a Pitón, que era otra hija de Gea y custodiaba ese lugar y así se apoderó del oráculo.
Además, Gea fue la nodriza de su tataranieto Aristeo, a quien hizo inmortal, y de Níctimo, rey de Arcadia.
Gea también participa en algunos mitos sobre la metamorfosis de una ninfa en una planta. Así recibió a Dafne como laurel, convirtió a Pitis en pino, acogió a Ambrosía como viña e incluso hizo emerger una higuera para complacer a su hijo Siceo.
El único mortal que se ganó su cólera fue Orión, que se jactó de que cazaría todas las fieras del mundo; Gea produjo el escorpión que acabaría con la vida del héroe.
En el arte clásico Gea era representada de dos formas. En las vasijas pintadas atenienses se la mostraba como una mujer entrada en años, medio levantada del suelo. Más tarde, en los mosaicos, aparece como una mujer reclinada sobre la tierra rodeada por un grupo de Carpos, dioses infantes de los frutos de la tierra. Los juramentos prestados en nombre de Gea estaban considerados entre los más sagrados, y se le sacrificaban ovejas negras.

### Otras advocaciones
En algunas fuentes Gea tienen otras denominaciomes, especialmente en cuanto a su descendencia, como Ctonia (Χθών, Chthón, «tierra», refiriéndose más concretamente a su relación con el suelo y el subsuelo), Titea (como consorte de Curete; «titán» sería entonces un matronímico) o incluso Tártara (consorte de Tártaro). Como Ctonia (que suele ser traducido como «Tierra»), por ejemplo se la imagina como la progenitora de bestias de naturaleza monstruosa: «esta tierra de monstruos mortales para el hombre, que la Tierra vomitó contaminada». También es conocida como Pandora, esto es, «todos los dones», pues provee de todo lo necesario para que el hombre viva de lo que produce la tierra.

## Descendencia y consortes
| Consorte                 | Prole de Gea |
| ------------------------ | --- |
| (ninguno)                | Urano, Ponto y las Montañas. Otros dicen que también Acmón. |
| Acmón                    | Hesíodo llama Acmónida a Urano. Gea dio a luz a Acmón y de Acmón nació Urano. |
| Aqueronte                | Estige. |
| Demogorgón               | Érebo. |
| Éter                     | - Océano, Temis, Tártaro y Ponto. - Los titanes: Briareo, Giges, Estéropes, Atlante, Hiperión, Polo (Ceo), Saturno (Crono), Ops (Rea), Moneta (Mnemósine) y Dione. - Las tres Furias: Alecto, Megera y Tisífone. - (abstracciones personificadas, en latín:) El Dolor (Dolor), el Ardid (Dolus), el Furor (Ira), el Luto (Luctus), las Mentiras (Mendacium), el Juramento (Jusjurandum), el Castigo (Ultio, acaso Poine), la Incontinencia (Intemperantia), los Altercados (Altercatio), el Olvido (Oblivio), la Pereza (Socordia), el Temor (Timor), la Soberbia (Superbia), el Incesto (Incestum) y las Pugnas (Pugna). |
| Hefesto                  | Erictonio |
| Helios                   | Bisaltes, los ríos Aqueloo y Aqueronte, y también los Tritopatores. |
| Hydros                   | Para los órficos del agua primordial y la tierra se solidificó en el lodo el Tiempo (Crono). |
| Ladón                    | Dafne |
| Océano                   | Triptólemo, Creúsa, Aqueloo, las sirenas, las moiras e incluso las harpías (identificándose con las hespérides). |
| Ponto                    | Nereo, Forcis, Taumante, Euribia y Ceto. Otros dicen que Egeón, los telquines y las harpías. |
| Poseidón                 | Anteo, Lestrigón Caribdis y las harpías. |
| Skotos                   | Lo poseen las Erinias, temibles diosas hijas de Evónime, la Tierra y de lo Oscuro (Skotos). |
| Tártaro                  | - Equidna, Tifón y el águila del Cáucaso. - Los gigantes: Encélado, Ceo, *Elentesmorfio, Astreo, Peloro, Palante, Énfito, Forco, *Yenio, Agrio, *Alemone, Efialtes, Éurito, *Efracoridón, Teomises, Teodamante, Oto, Tifón, Polibotes, Menefíaro, Abseo, Colofomo y Jápeto (varios nombres permanecen corruptos). |
| Urano                    | - Los titanes: Océano, Ceo, Crío, Hiperión, Jápeto, Tea, Rea, Temis, Mnemósine, Febe, Tetis y Crono. Otros añaden a Dione, a Forcis, a Atlas e implícitamente a Titán. - Los cíclopes: Arges, Brontes y Estéropes. - Los centímanos: Coto, Briareo y Giges o Gíes. - Los gigantes: Porfirión, Alcioneo, Efialtes, Éurito, Clitio, Mimante, Encélado, Palante, Polibotes, Hipólito, Gratión, Agrio y Toante. - Las moiras: Cloto, Láquesis y Átropo. - (de la sangre de Urano en contacto con Gea): las erinias, los gigantes y las ninfas melias; otros más añaden a los telquines y al pueblo de los feacios. - Las — primeras— musas: Mélete, Mneme y Aede; o bien Mélete, Aede, Arque y Telxínoe. - También Eros, Etna, Aristeo Pan y Evónimo.                                                              |
| Zeus                     | Manes y el Genio. Aunque Gea no es mencionada directamente, la tierra impregnada con el semen de Zeus hizo brotar a los centauros de Chipre y a Agdistis. En la cosmogonía de Ferécides Zas se desposa con Ctonia y ambos pasan a llamarse Zeus y Gea; de esta unión nacerían los elementos ordenados de la creación, como los mares, las tierras y los ríos. |
| (desconocido; o ninguno) | - (reyes primitivos): Cécrope, Disaules, Erecteo, Palectón y Pelasgo. - (gigantes y titanes): Alpo, Anacte, Anteo, Argos Panoptes, Damasén, Eceo, Encélado, Hilo, Orión, Prometeo, Siceoy Ticio. - (estirpes divinas colectivas): los curetes, los dáctilos, los cabiros, los terrígenos de seis brazos, las sirenas y los oniros (ensueños). - (animales monstruosos): Arión el caballo, Pitón, el dragón de la Cólquide, el dragón de Nemea, el ofiotauro y el escorpión (que picó a Orión). - (otros seres): Aqueloo, Céfiro, Estige, la Fama, la Gorgona, la Noche, Sileno y los pigmeos. - (madre universal): los hombres, los animales y las plantas. En una fábula se dice Cura («Inquietud») modeló al hombre de la arcilla; Telus (Gea) le dio su cuerpo en tanto que Júpiter (Zeus) le insufló vida. |

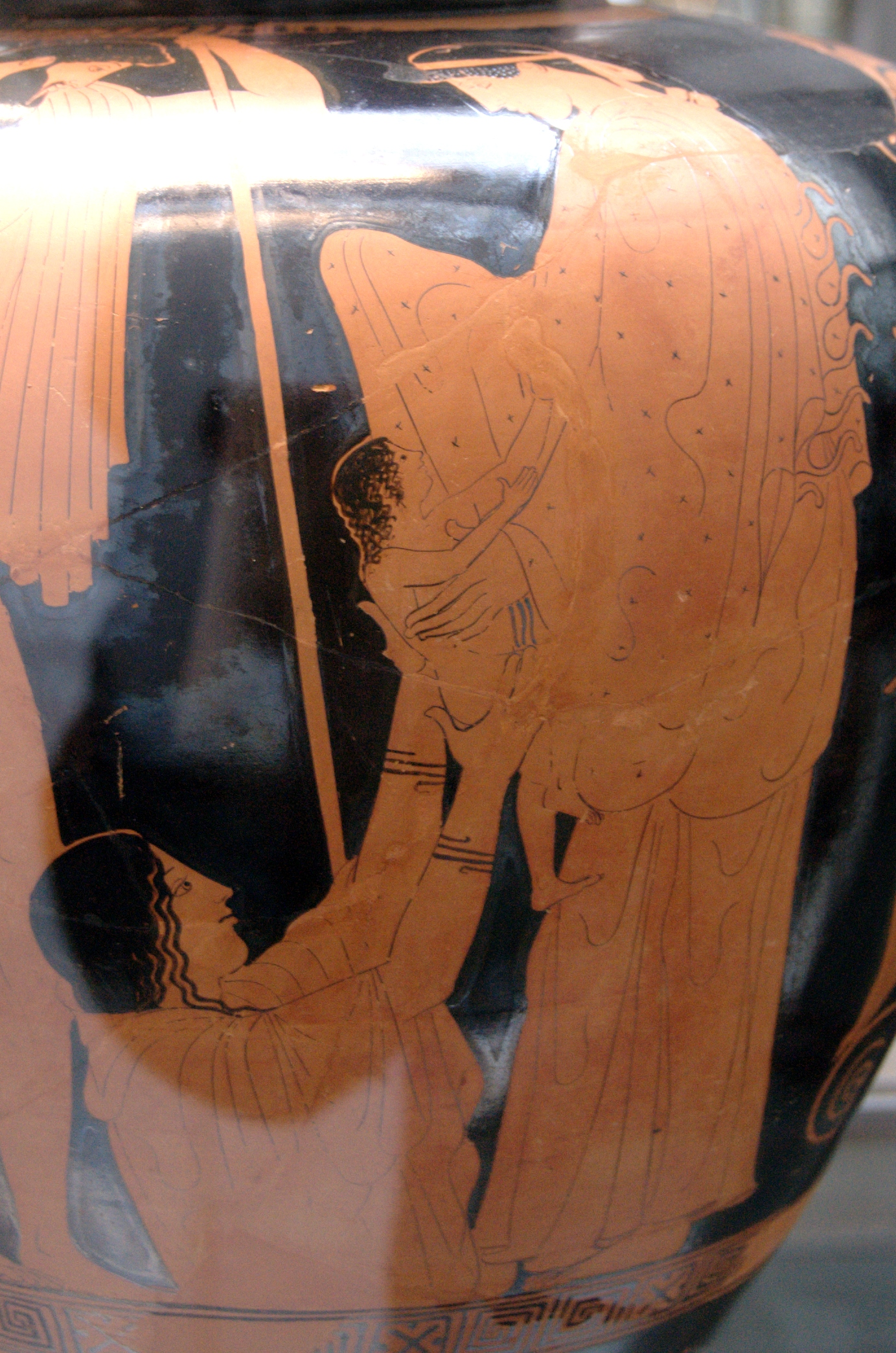
Nacimiento de Erictonio: Atenea recibe al niño de manos de la madre tierra Gea. Hefesto contempla la escena. Cara A de un estamno ático de figuras rojas, 470-460 a. C.

## Himno homéricoa la Tierra
«Voy a cantar a la Tierra, madre universal, de sólidos cimientos, la más augusta, que nutre en su suelo todo cuanto existe. Cuanto camina por la divina tierra o por el ponto, o cuanto vuela, se nutre de tu exuberancia. Por ti se vuelven prolíficos y fructíferos, soberana, de ti depende dar la vida o quitársela a los hombres mortales».

## Etimología
La palabra griega γαῖα (transliterada gaia o gaea) es una forma colateral de γῆ (ge, dórico γά ga y probablemente δᾶ da), que significa ‘Tierra’ y es de origen desconocido. Gaia se contrajo muy pronto a ga con el sufijo ia como ma-ia (para dirigirse a las señoras ancianas) y gra-ia (anciana). Aia es una forma poética de gaia que significa ‘tierra’ y en algunos textos es probablemente cognado de la latina avia (abuela). La forma combinatoria de ge γεω- (geo-) se usa en el griego antiguo y en palabras modernas tales como geografía, geología, geometría, etcétera.
La mayoría de los investigadores alemanes asegura que la forma dórica da (‘tierra’) es el elemento de Δαμάτηρ (Da-mater, Deméter: ‘madre tierra’) y Ποτειδάν (Potei-dan, Poseidón: ‘señor de la tierra’), pero esto está discutido. Es posible que da sea un vocativo dórico de Dan Δάν o Zan Ζάν (Zeus), que fue venerado en Creta como Zeus Velcanos (niño Zeus), un hijo local de la Gran Madre minoica. En griego micénico Ma-ka (transliterado también Ma-ga, Madre Gaya) contiene también la raíz ga. Otras palabras griegas que significan ‘tierra’ son ἄρουρα (aroura), del verbo griego αρόω (aroō), ‘arar’ y χθών (chthon), que normalmente alude al interior del suelo, de la raíz protoindoeuropea *dhgem.

## Interpretaciones
Algunas fuentes, como los antropólogos James Mellaart, Marijas Gimbutas y Barbara Walker, afirman que Gea como la Madre Tierra es una evolución de la Gran Madre del preindoeuropeo, una diosa de la vida y la muerte generosa pero pavorosa, que había sido venerada ya desde el Neolítico en Oriente Próximo, Anatolia y la zona de influencia de la cultura egea, pero también más allá de Malta y las tierras etruscas. Esta teoría levanta controversia en la comunidad académica. La creencia en una Madre Tierra nutricia es a menudo una característica del moderno culto neopagano a la «Diosa», que suele ser vinculado por los practicantes de esta religión con la teoría de la diosa neolítica.
La separación que Hesíodo hizo de Rea y Gea no fue seguida rigurosamente, ni siquiera por los propios mitógrafos griegos. Mitógrafos modernos como Károly Kerényi o Carl A. P. Ruck y Danny Staples, así como una generación anterior influenciada por La rama dorada de James Frazer, interpretan que las diosas Deméter la «madre», Perséfone la «hija» y Hécate la «vieja», como las entendían los griegos, eran tres aspectos de una Gran Diosa anterior, que podría ser identificada con Rea o con la propia Gea. Estas diosas tripartitas son también una parte de la mitología celta y pueden proceder de los protoindoeuropeos. En Anatolia (la actual Turquía) Rea era conocida como Cibeles, una diosa derivada de la Kubaba mesopotámica, la Kebat hurrita o Kepa. Los griegos nunca olvidaron que el antiguo hogar de la Madre Montaña era Creta, donde una figura en parte identificada con Gea había sido venerada como Potnia Theron (Πωτνια Θερων), la ‘Señora de los Animales’, o simplemente Potnia, la ‘Señora’, un apelativo que podría ser aplicado en textos griegos anteriores a Deméter, Artemisa o Atenea.
La llegada de los dioses del Olimpo con los inmigrantes al Egeo durante el II milenio a. C., y la en ocasiones violenta lucha por suplantar a Gea, imbuye a la mitología griega de su característica tensión. Ecos de la fuerza de Gea persisten en la mitología de la Grecia clásica, donde sus papeles están divididos entre Hera, consorte de Zeus, Deméter, Artemisa, gemela de Apolo, y Atenea.
En Roma la diosa frigia importada Cibeles fue venerada como Magna Mater, la ‘Gran Madre’, o como Mater Nostri, ‘Nuestra Madre’, e identificada con Ceres, la diosa romana de la agricultura que era aproximadamente equivalente a la griega Deméter, pero con diferentes aspectos y adorada con diferentes cultos. Su culto fue llevado a Roma tras un augurio de la Sibila de Cumas sobre que Aníbal el cartaginés no sería derrotado hasta que dicho culto llegase a Roma. Como resultado fue una divinidad favorita de los legionarios romanos y su culto se extendió desde los campamentos y colonias militares romanas.

## En la teoría ecológica moderna
Este nombre mitológico fue rescatado en 1979 por James Lovelock para su hipótesis Gaia. La hipótesis propone que los organismos vivos y las materias inorgánicas forman parte de un sistema dinámico que da forma a la biosfera de la Tierra. La propia Tierra se considera un organismo con funciones autorregulatorias y que modifica activamente su composición interna para asegurar su supervivencia.